# Megalopolis (gmina)
Megalopolis (gr. Δήμος Μεγαλόπολης, Dimos Megalopolis) – gmina w Grecji, w administracji zdecentralizowanej Peloponez, Grecja Zachodnia i Wyspy Jońskie, w regionie Peloponez, w jednostce regionalnej Arkadia. Siedzibą gminy jest Megalopolis. W 2011 roku liczyła 10 687 mieszkańców. Powstała 1 stycznia 2011 roku w wyniku połączenia dotychczasowych gmin: Megalopolis, Gortina i Falesia.